# Ваче II
Ваче II Вчений (*Վաչէ Բ, д/н — після 463) — цар Кавказької Албанії у 444—463 роках.

## Життєпис
Походив з династії Албанських Аршакідів. Син Евсагена, царя Кавказької Албанії, та доньки Бахрама V, шахіншаха Персії. У 444 році після смерті батька стає новим володарем царства. Продовжив політику попередника щодо зміцнення християнства та незалежності країни. Втім незабаром під тиском перського шахіншаха Єздигерда II перейшов у зороастризм.
У 450 році повернувся до християнства, повставши проти влади Персії. Ваче II підтримав вірменське повстання на чолі зі старапетом Ваданом Маміконяном. У 451 році брав участь в Аварайрській битві, в якій вірмено-албанські війська зазнали поразки. Втім з огляду на величезні втрати шахіншах змушений відступити з Кавказу, визнавши права місцевих правителів на свободу віросповідування.
Втім невдовзі Ваче II вимушений був визнати зверхність Персії. Але вже у 457 році цар Кавказької Албанії знову повстав проти Персії, скинувши залежність. У 459 році відбив напад персів, але у 462 році зазнав низки поразок. Війна тривала до 463 року, коли цар зазнав остаточної поразки.
Після цього зрікся від трону разом з родиною та почтом оселився в Чурі, де залишилася єдина християнства кафедра єпископа. Тут займався наукою, за що отримав прізвисько Вчений. Кавказьку Албанію було окуповано перським військами, а царство перетворено на марзапанства (провінції). Адміністративним центром стало новозбудоване місто Перозобад.